# Sgrassatura
La sgrassatura o sgrassaggio è un procedimento di pulizia dove viene finalizzata la pulitura intesa come disgregazione, scompattazione e modificazione delle molecole oleose e grasse presenti sulla superficie di un materiale.
Tale processo chimico-fisico si distingue dal normale lavaggio e pulitura dato che si prefigge di cambiare totalmente lo stato degli oli leggeri o pesanti, sintetici o naturali, raffinati o grezzi tal quali. Viene realizzato con l'ausilio di opportuni agenti sgrassanti, spesso disciolti in soluzioni contenute in apposite vasche o bagni. Può essere sfruttata anche l'azione degli ultrasuoni.
Nell'industria, lo sgrassaggio rappresenta di sovente un comune pretrattamento al quale si fanno seguire ulteriori lavorazioni (come ad esempio la deposizione galvanica).
In ambiente domestico, la sgrassatura viene effettuata principalmente in cucina mediante l'impiego di sgrassatori, i quali sono disponibili in commercio pronti all'uso oppure concentrati, da diluire al momento dell'utilizzo. In cucina oltre lo sgrassaggio si deve detergere con prodotti particolarmente sicuri. Attualmente sul mercato ci sono sgrassatori super concentrati che usano una combinazione di agenti non-ionici, solventi organici e saponi naturali, quindi sicuri per la salute di tutti. Gli sgrassatori per aziende super concentrati vengono diluiti 1 a 10 con appositi spruzzini o diluiti 1 a 3 per uno sgrassaggio migliore. Uno sgrassatore per aziende non deve contenere potenti solventi alcalini a base di idrocarburi.

## Prodotti chimici
I detergenti acidi vengono utilizzati principalmente per rimuovere depositi come il calcare. I principi attivi sono solitamente acidi minerali e chelanti forti. All'acido vengono spesso aggiunti tensioattivi e inibitori di corrosione.
L'acido cloridrico è un acido minerale comunemente utilizzato per il calcestruzzo. L'aceto può essere utilizzato anche per pulire le superfici dure e rimuovere i depositi di calcio. L'acido solforico viene utilizzato nei detergenti acidi per scarichi per sbloccare le tubature intasate sciogliendo materiali organici come grasso, proteine e persino sostanze contenenti carboidrati come la carta igienica.

## Impatto ambientale
Gli impatti ambientali dei prodotti per la pulizia hanno conseguenze che derivano dai composti chimici presenti nei prodotti per la pulizia. Questi prodotti per la pulizia possono contenere sostanze chimiche che hanno effetti nocivi sull'ambiente o sulle persone. 
Sebbene i prodotti per la pulizia "verdi" convenzionali contengano sostanze chimiche più sicure che si degradano rapidamente nell'ambiente, essi contengono comunque una serie di sostanze chimiche che possono essere inalate o assorbite attraverso la pelle. I detergenti privi di sostanze chimiche non lasciano tracce di sostanze chimiche sulle superfici o nell'aria. Non ha effetti cancerogeni o tossici e non degrada la qualità dell'aria interna.
Per ridurre l'efficacia netta, alcuni marchi di detersivi sono stati riprogettati per l'uso con acqua fredda. Consentendo al consumatore di utilizzare acqua fredda anziché calda, ogni carico riduce significativamente i costi energetici. L'EPA suggerisce di utilizzare prodotti progettati per l'uso in acqua fredda per risparmiare energia.

### 2-butossietanolo, etilenglicole monobutil etere (EGBE)
Il 2-butossietanolo è un comune etere glicolico utilizzato come solvente nei detergenti per tappeti, superfici dure, vetri e forni grazie alle sue proprietà tensioattive. È un solvente volatile relativamente economico e a bassa tossicità. Un altro vantaggio è l'assenza di bioaccumulo.

## Assegnazione

### Detergenti per forni
I detergenti da forno tradizionali contengono idrossido di sodio (liscivia), solventi e altri ingredienti, funzionano meglio se utilizzati in un forno leggermente caldo (non bollente). Se utilizzata in un forno autopulente, la soda caustica può causare danni permanenti al forno. 
Alcuni detergenti per forni sono basati su ingredienti diversi dalla soda caustica. Questi prodotti devono essere utilizzati in un forno freddo. La maggior parte dei nuovi prodotti per la pulizia può essere utilizzata nei forni autopulenti. 

### Detergenti universali
I detergenti universali contengono miscele di tensioattivi anionici e non ionici, fosfati polimerici o altri agenti leganti, solventi, agenti idrotropici, composti polimerici, inibitori della corrosione, protettivi per la pelle e talvolta profumi e coloranti. Sostanze disgustose come il denatonio vengono talvolta aggiunte ai prodotti per la pulizia per scoraggiare l'uso da parte di animali e bambini piccoli.